# Ніязов Зія
Зія Ніязов (1903, місто Ташкент, тепер Узбекистан — жовтень 1975, місто Ташкент, тепер Узбекистан) — радянський узбецький діяч, голова Організаційного комітету Президії ЦВК Узбецької РСР по Ташкентській області, 3-й секретар ЦК КП(б) Узбекистану. Депутат Верховної ради Узбецької РСР 1—2-го скликань.

## Життєпис
Народився в родині робітника. У 1918 році закінчив три класи російсько-туземної школи, в 1921 році — чотири класи початкової новометодичної узбецької школи «Туран» у Ташкенті.
У червні 1921 — листопаді 1926 року — молотобоєць в кустарній майстерні батька в Ташкенті. У листопаді 1926 — лютому 1928 року — молотобоєць колективу безробітних у Ташкенті. У лютому 1928 — вересні 1931 року — коваль механічних майстерень Головного управління «Головбавовна» в Ташкенті.
Член ВКП(б) з квітня 1931 року.
У вересні 1931 — грудні 1933 року — майстер, помічник начальника ковальського цеху; в грудні 1933 — жовтні 1935 року — коваль, у жовтні 1935 — вересні 1937 року — заступник відповідального секретаря партійного комітету Ташкентського заводу сільськогосподарського машинобудування («Ташсільмаш») імені Ворошилова.
У вересні 1937 — березні 1938 року — секретар партійного комітету Ташкентського заводу сільськогосподарського машинобудування («Ташсільмаш») імені Ворошилова.
У березні — вересні 1938 року — голова Організаційного комітету Президії ЦВК Узбецької РСР по Ташкентській області.
У вересні 1938 — лютому 1939 року — 3-й секретар ЦК КП(б) Узбекистану.
У вересні 1939 — грудні 1941 року — слухач підготовчого відділення Всесоюзної промислової академії в Москві.
У грудні 1941 — жовтні 1942 року — заступник голови виконавчого комітету Куйбишевської районної ради депутатів трудящих міста Ташкента.
З жовтня 1942 по травень 1943 року не працював.
У травні 1943 — квітні 1944 року — заступник голови виконавчого комітету Центральної районної ради депутатів трудящих міста Ташкента.
З квітня 1944 по вересень 1947 року не працював через інвалідність.
У вересні 1947 — грудні 1949 року — директор промкомбінату № 2 в Ташкенті.
У грудні 1949 — травні 1958 року — майстер дільниці ковальського цеху Ташкентського заводу сільськогосподарського машинобудування («Ташсільмаш») імені Ворошилова.
З травня 1958 року — на пенсії в місті Ташкенті.
Помер у жовтні 1975 року в Ташкенті.